# Neomedaura
Neomedaura is een geslacht van wandelende takken uit de familie Phasmatidae. De wetenschappelijke naam van dit geslacht is voor het eerst voorgesteld door Wai Chun George Ho in een publicatie uit 2020.

## Soorten
- Neomedaura arguta (Chen & He, 2008)
- Neomedaura yokdonensis Ho, 2020